# Oreška Reka
Oreška Reka (makedonska: Орешка Река) är ett vattendrag i Nordmakedonien. Det rinner genom kommunen Čaška, i den centrala delen av landet, 40 km söder om huvudstaden Skopje.